# 詹姆斯·安德森 (篮球运动员)
詹姆斯·李·安德森（英語：James Lee Anderson，1989年3月25日—），美国NBA联盟职业篮球运动员。他在2010年的NBA选秀中第1轮第20顺位被圣安东尼奥马刺选中。，2013年1月2日與休士頓火箭隊簽約，2013年7月17日轉往費城76人隊，目前正為費城76人隊效力。